# Killing Technology
A Killing Technology a kanadai Voivod együttes 1987-ben megjelent harmadik nagylemeze.
A korszak egyik legkeresettebb és legelismertebb thrash metal hangmérnökével, Harris Johns-szal dolgozhattak a berlini Musiclab stúdióban. Ezen a lemezen kezdett kibontakozni az a progresszív, újító megközelítés, amely híressé tette a zenekar nevét a későbbiekben.
A Killing Technology is folytatta a Voivod karakter történetét. A koncepció szerint a nukleáris háborúkat túlélt Voivod a világűr egy távoli részén arra készül, hogy zsarnoki uralma alá vonjon egy totalitárius világot.
2017. április 28-án a Noise Records újra megjelentette az albumot egy remaszterelt és kibővített kiadásban, 2CD+DVD formátumban. Ezzel egyidőben az eredeti album remaszterelt változata vinyl LP-n is újra megjelent.

## Az album dalai
A. oldal
1. Killing Technology – 7:33
2. Overreaction – 4:45
3. Tornado – 6:02
4. Too Scared to Scream – 4:14

B. oldal
1. Forgotten in Space – 6:10
2. Ravenous Medicine – 4:33
3. Order of the Blackguards – 4:28
4. This Is Not an Exercise – 6:18
5. Cockroaches – 3:40

## 2017-es bővített kiadás
CD1
Killing Technology (remastered)
- Killing Technology
- Overreaction
- Tornado
- Too Scared to Scream
- Forgotten in Space
- Ravenous Medicine
- Order of the Blackguards
- This Is Not an Exercise
- Cockroaches

CD2
Spectrum '87 – Live in Montreal, September 1987
- Killing Technology
- Overreaction
- Ravenous Medicine
- Tornado
- Korgüll the Exterminator
- Ripping Headaches
- Blower
- Live for Violence
- Tribal Convictions
- Order of the Blackguards
- Cockroaches
- To the Death!
- Voivoid
- Batman

DVD
Audio:
- Live at Kriekelaarzaal, Brussels, Belgium: 28/11/87

Video:
- Live at The Token Lounge, Westland, MI, USA: 14/05/87
- Live at Rossli Azmoosm, Sargans, Switzerland: 06/11/87
- Live at Festhalle, Tuttlingen, Germany: 07/11/87
- Live at Rex Club, Paris, France: 01/12/87
- Live at Ildiko's, Toronto, ON, Canada: 19/09/87
- Slideshows: Artwork (1987) | Live & Studio Photos (1987)

## Közreműködők
- Denis Belanger "Snake" – ének
- Denis D'Amour "Piggy" – gitár
- Jean-Yves Theriault "Blacky" – basszusgitár
- Michel Langevin "Away" – dobok

## Külső hivatkozások
- Allmusic.com
- Voivod.NET